# Paulo Villas Bôas de Almeida
Paulo Villas Bôas de Almeida, connu sous le nom de Paulinho, né le 26 janvier 1963, est un ancien joueur brésilien de basket-ball. Il évolue durant sa carrière au poste de pivot.

## Palmarès
- Champion des Amériques 1984, 1988
- 3e du championnat des Amériques 1992
- Vainqueur des Jeux panaméricains de 1987